# Diporiphora adductus
Diporiphora adductus — вид ігуаноподібних ящірок родини агамових (Agamidae). Ендемік Австралії.

## Поширення і екологія
Diporiphora adductus мешкають на півночі регіону Карнарвон у Західній Австралії. Вони живуть на червоних піщаних і суглинистих пустищах та на піщаних дюнах, а також в низькорослих чагарникових спініфексових і акацієвих заростях, трапляються на прибережних дюнах.